# Geszer (kibuc)
Geszer (hebr. גשר; ang. Gesher; pol. Most) – kibuc położony w Samorządzie Regionu Emek ha-Majanot, w Dystrykcie Północnym, w Izraelu. Członek Ruchu Kibuców (Ha-Tenu’a ha-Kibbucit).

## Położenie
Kibuc Geszer jest położony na wysokości od 190 do 225 metrów p.p.m. w depresji Doliny Jordanu, na północy Izraela. Leży na stromych zboczach płaskowyżu Wyżyny Sirin, który w tym rejonie wznosi się na wysokość 116 metrów n.p.m. Z tego wysokiego płaskowyżu spływają do depresji Doliny Jordan strumienie - na północ od kibucu są to Nachal Adama i Nachal Hagal. Natomiast na południe od kibucu spływa strumień Nachal Tawor, który głębokim wadi wcina się pomiędzy Wyżynę Sirin a położoną na południe od niego Wyżynę Jissachar. Strumień Tawor uznawany jest także za północną granicę Doliny Bet Sze’an, która na południe od tego miejsca rozszerza się w kierunku południowo-zachodnim. Wszystkie tutejsze strumienie zasilają rzekę Jordan. Przepływa ona w odległości mniejszej niż 1 km na wschód od kibucu, i kawałek wcześniej na północy jest zasilana rzeką Jarmuk. Wzdłuż rzek Jordan i Jarmuk przebiega granica jordańsko-izraelska. Teren położony na południowy wschód od kibucu jest stosunkowo płaski i jest wykorzystywany pod uprawy rolnicze i stawy hodowlane. Jedynymi niewielkimi wzgórzami są Tel Szoszana (250 m p.p.m.) i Tel Samat (245 m p.p.m.). W otoczeniu kibucu Geszer znajdują się kibuce Aszdot Ja’akow Ichud, Newe Ur i Gazit, oraz wioski Menachemja i At-Tajjiba. Po stronie jordańskiej jest miasto Asz-Szuna asz-Szamalijja i wioska Al-Bakura.
Geszer jest położony w Samorządzie Regionu Emek ha-Majanot, w Poddystrykcie Jezreel, w Dystrykcie Północnym Izraela.

## Historia

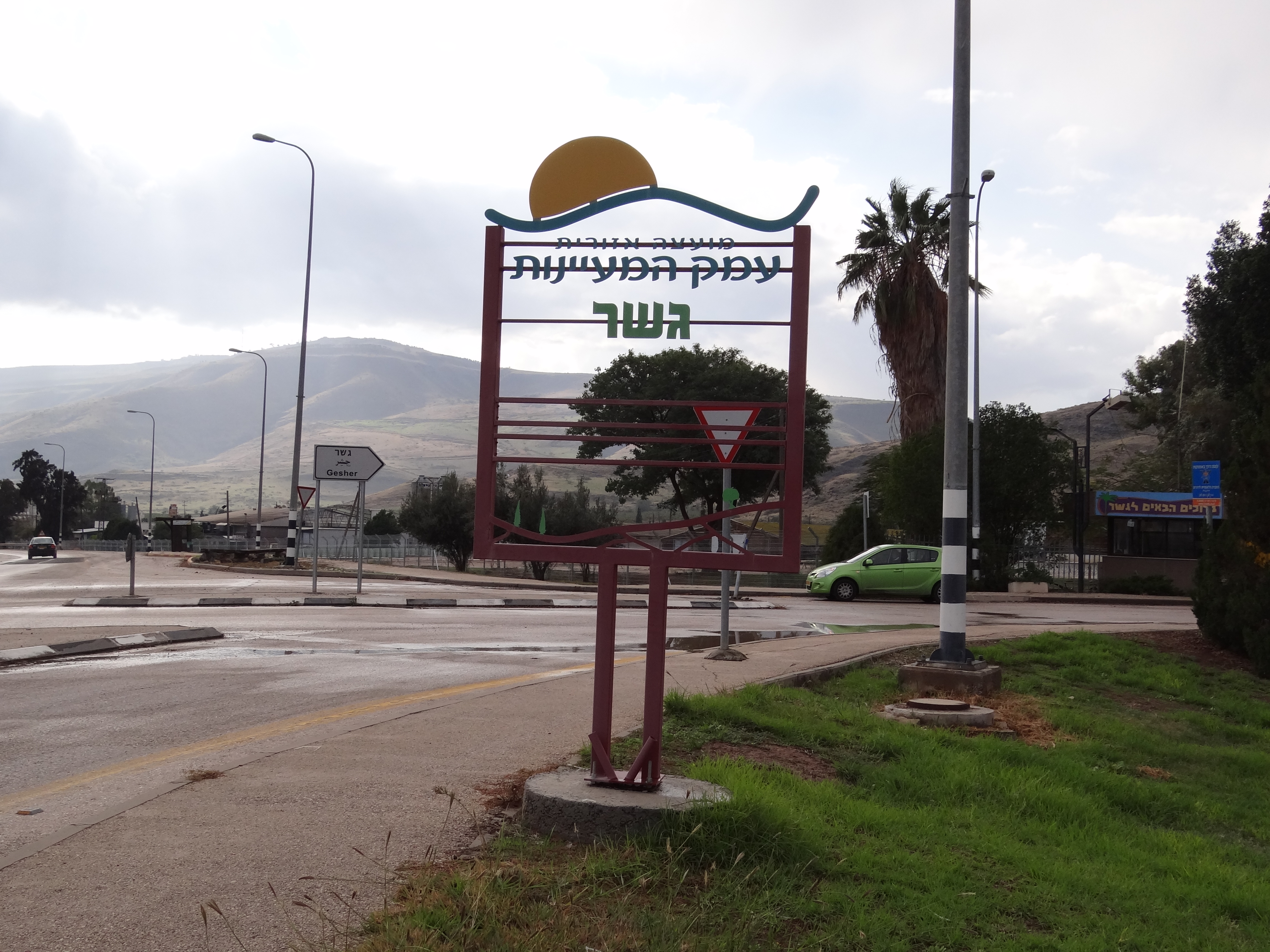
Wjazd do kibucu Geszer

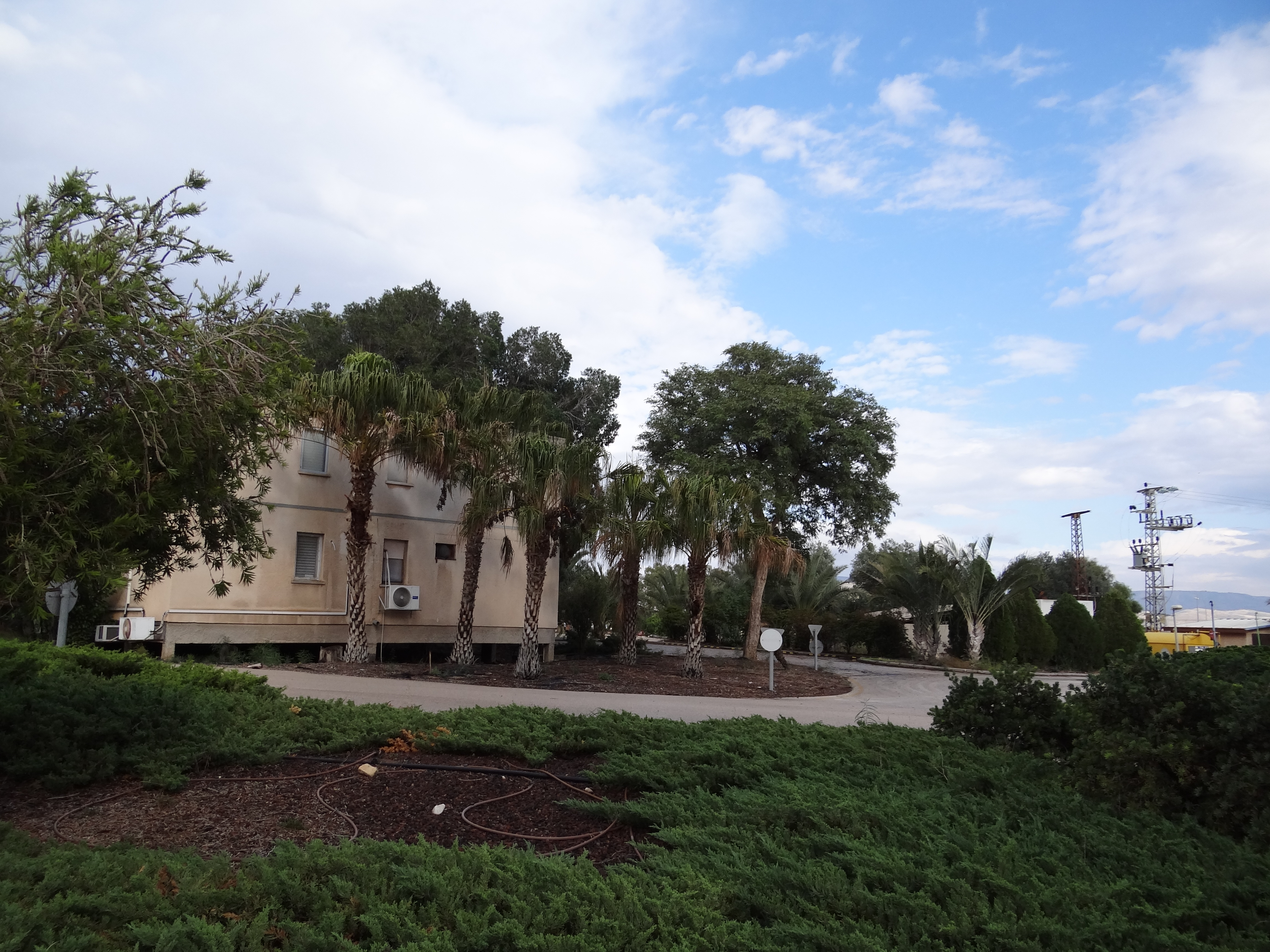
Domy kibucu

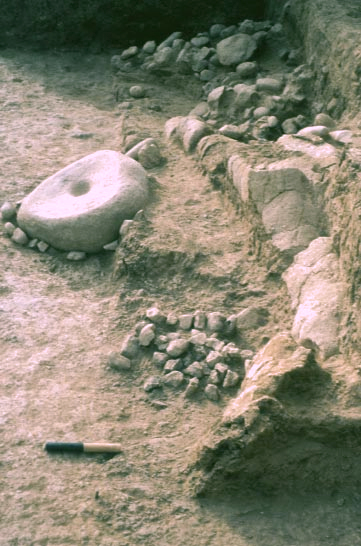
Stanowisko archeologiczne Geszer

Pierwotnie w okolicy tej znajdowały się dwie arabskie wioski: At-Taka i Jisr al-Majami. Strategiczną linią komunikacyjną przebiegającą przez ten rejon była powstała w latach 1903–1905 linii kolejowej Doliny. Była to odnoga linii Kolei Hidżaskiej, która łączyła Damaszek z Medyną. Odnoga przebiegająca przez Dolinę Jordanu i Dolinę Bet Sze’an łączyła główną linię kolejową z portowym miastem Hajfa. Znajdowały się tutaj mosty na rzece Jordan. Strategiczne znaczenie tej okolicy bardzo szybko dostrzegli Żydzi, którzy systematycznie rozwijali osadnictwo żydowskie w Palestynie. Z tego powodu już na początku lat 20. XX wieku organizacje syjonistyczne wykupiły pierwszą tutejszą działkę od rodziny Sursock z Libanu (pieniądze na zakup pochodziły od barona Edmonda James de Rothschilda). Jednak władze tureckie skonfiskowały znaczną część tej ziemi dla potrzeb publicznych (budowa linii kolejowej i stacji). Po I wojnie światowej w 1918 roku cała Palestyna przeszła pod panowanie Brytyjczyków, którzy w 1921 roku utworzyli Brytyjski Mandat Palestyny. Nowe władze przeprowadziły proces wywłaszczenia, uniemożliwiając założenie żydowskiej osady w tym miejscu. Pomimo to, już od 1920 roku grupa żydowskich pionierów (weterani Legionu Żydowskiego) osiedliła się w wykupionej wiosce Jisr al-Majami. Pomimo bardzo ciężkich warunków życia, utrzymali się oni przez trzy lata i w 1924 roku zostali zastąpieni przez inną grupę pionierów z Jerozolimy. W międzyczasie, w pobliżu miejsca w którym łączyły się rzeki Jarmuk i Jordan (miejsca nazywane Naharajim) w 1930 roku wybudowano elektrownię wodną. Poprawiło to warunki życia w okolicy, jednak nie na tyle, aby utrzymać grupę pionierów na miejscu. W 1934 roku przenieśli się oni do nowo utworzonego na północy kibucu Aszdot Ja’akow. Organizacje syjonistyczne rozumiały jednak strategiczne położenie tego miejsca. Znajdowały się tutaj mosty graniczne na rzece Jordan, które umożliwiały komunikację pomiędzy Mandatem Palestyny a Emiratem Transjordanii i położonym bardziej na północnym wschodzie francuskim Mandatem Syrii i Libanu. Podczas arabskiego powstania w Palestynie (1936–1939) Brytyjczycy wybudowali przy wiosce Jisr al-Majami fort policji (Fort Tegart) Bridge. Strzegł on tutejszych mostów i nadzorował ruch graniczny. W takich okolicznościach w 1939 roku został założony kibuc Geszer.
Grupa założycielska kibucu składała się z członków młodzieżowego ruchu syjonistycznego Ha-No’ar ha-Oved ve-ha-Lomed z Niemiec. Po przybyciu do Doliny Bet Sze’an, w dniu 17 lutego 1939 roku założyli oni kibuc Geszer. Był on pierwotnie położony w dawnej arabskiej wiosce Jisr al-Majami, bezpośrednio przy rzece Jordan. Była to typowa jak na tamte czasy rolnicza osada obronna, posiadająca palisadę obronną i wieżę obserwacyjną. Nazwę zaczerpnięto od sąsiedniego mostu na rzece Jordan - hebrajskie słowo „geszer” oznacza na język polski „most”. Na zachód od kibucu znajdował brytyjski fort policji Bridge, którego obecność wpływała na poprawę warunków bezpieczeństwa. Pomimo to warunki życia pierwszych mieszkańców kibucu były bardzo trudne. Musieli oni łączyć ciężką pracę ze służbą wartowniczą. Pionierzy pracowali przy osuszaniu tutejszych pól i cierpieli z niedożywienia oraz chorowali na malarię roznoszoną przez komary. Przy kibucu powstała stacja kolejowa Geszer (linia kolejowa Doliny).
W poszukiwaniu skutecznego rozwiązania narastającego konfliktu izraelsko-arabskiego w dniu 29 listopada 1947 roku została przyjęta Rezolucja Zgromadzenia Ogólnego ONZ nr 181. Zakładała ona między innymi, że kibuc Geszer miał znaleźć się w granicach nowo utworzonego państwa żydowskiego. Arabowie odrzucili tę rezolucję i dzień później doprowadzili do wybuchu wojny domowej w Mandacie Palestyny. Pierwszymi celami ataków stały się żydowskie linie komunikacyjne, a następnie linia kolejowa Doliny. W jednej z takich zasadzek, już w listopadzie 1947 roku zginęło dwóch członków kibucu Geszer. Rozwój wydarzeń w kolejnych miesiącach doprowadził do powstania planu arabskiej inwazji na Palestynę. W rezultacie, w kwietniu 1948 roku po jordańskiej stronie rzeki Jordan rozpoczęła się koncentracja irackiego korpusu ekspedycyjnego, w skład którego wchodziły siły Legionu Arabskiego. Obie strony dobrze rozumiały strategiczne znaczenie tutejszych mostów, i zdawały sobie sprawę z roli jaką odgrywał kibuc Geszer przy ich kontrolowaniu. Gdy 27 kwietnia 1948 roku Brytyjczycy ewakuowali załogę swojego fortu Bridge, natychmiast ich miejsce zajęło szesnastu żydowskich żołnierzy z kompanii szturmowej Palmach. Jeszcze tej samej nocy kibuc Geszer został zaatakowany przez arabską milicję. Atak był wspierany przez ogień karabinów maszynowych batalionu piechoty jordańskiego Legionu Arabskiego. Na odgłos walki do kibucu zaczęli docierać ochotnicy z sąsiednich osiedli żydowskich położonych w Dolinie Bet Sze’an. Starcia trwały przez cały kolejny dzień. Rankiem 29 kwietnia do kibucu dotarł konwój dwóch opancerzonych autobusów, chronionych przez trzy pojazdy pancerne i żołnierzy z 12 Batalionu Brygady Golani. Dowieźli oni zapasy amunicji, żywność i leki. Konwój miał przeprowadzić ewakuację 50 dzieci z kibucu, jednak ciężki ostrzał uniemożliwił wyjazd pojazdów. Przez cały kolejny dzień trwały ciężkie walki, podczas których Arabowie zbliżali się na odległość 50 metrów od fortu Bridge. Wszystkie ataki zostały jednak odparte. Ewakuację dzieci przeprowadzono dopiero kolejnej nocy. Autobusy dostały się jednak pod ciężki ostrzał prowadzony ze wzgórza położonego na zachód od kibucu. Dwa autobusy zostały bezpośrednio trafione, a jeden zapalił się. Rannych zostało trzech żołnierzy żydowskich. Dzieci przewieziono do klasztoru w Hajfie (przebywały tam przez dwadzieścia dwa miesiące). W rejonie kibucu ostra wymiana ognia trwała do południa 30 kwietnia, kiedy Arabowie wycofali się na pozycje na wschód od rzeki Jordan. Następne dwa tygodnie obrońcy wykorzystali na rozbudowę pozycji obronnych. Widząc po stronie jordańskiej przygotowania do inwazji, strona żydowska wysadziła w nocy 14 maja tutejsze mosty. W ten sposób wyłączono z ruchu całą linię kolejową i utrudniono wojskom arabskim przedostanie się na drugi brzeg rzeki Jordan. Podczas I wojny izraelsko-arabskiej doszło do bitwy o Geszer (15–17 maja 1948), podczas której żydowscy obrońcy powstrzymali natarcie wojsk jordańskich i irackich. Jednak ciężki ostrzał artyleryjski zniszczył większość budynków w kibucu.
Po wojnie zniszczony kibuc został odbudowany kilkaset metrów na zachód od swojej pierwotnej lokalizacji. Przejął on wówczas pola uprawne pobliskich zniszczonych wiosek arabskich At-Taka i Sirin. W kolejnych latach został wzmocniony imigrantami przybyłymi z Polski i Austrii. Podczas wojny na wyczerpanie (1967–1970) kibuc był wielokrotnie ostrzeliwany. W jego okolicy podkładano także miny i urządzano zasadzki. Za wieloma z tych ataków stała Organizacja Wyzwolenia Palestyny. Podpisanie w 1978 roku Porozumienia Camp David otworzyło drogę do zawarcia rok później traktatu pokojowego izraelsko-egipskiego. Wpłynęło to na stabilizację sytuacji na granicy i podpisania w 1994 roku jordańsko-izraelskiego traktatu pokojowego. Dzięki temu w 1989 rok kibuc rozpoczął współpracę z Żydowskim Funduszem Narodowym i rozpoczął rekonstrukcję pierwotnej lokalizacji kibucu Geszer. W 1992 roku miejsce to zostało otworzone dla zwiedzających. W latach 90. XX wieku kibuc przeszedł przez proces prywatyzacji, zachowując kolektywną organizację instytucji kultury, edukacji i ochrony zdrowia.

## Demografia
Stałymi mieszkańcami kibucu są Żydzi:

## Gospodarka i infrastruktura
Gospodarka kibucu opiera się na intensywnym rolnictwie (pszenica, koniczyna, arbuzy, marchew, słonecznik, kukurydza i fasola), sadownictwie (głównie awokado i banany), hodowli kurczaków i stawach hodowlanych ryb. Z zakładów produkcyjnych jest tutaj firma produkująca magnesy Magma Magnets Manufactoring. Dodatkowo na północ od kibucu znajdują się kamieniołomy tynków gipsowych Tambour Geszer. Osobnym działem lokalnej gospodarki są usługi (pralnia itp.) oraz obsługa ruchu turystycznego (noclegi, gastronomia i organizacja wycieczek). W kibucu znajduje się sklep wielobranżowy oraz ośrodek zdrowia.

## Transport
Z kibucu wyjeżdża się na wschód na drogę nr 90, którą jadąc na północ dojeżdża się do kibucu Aszdot Ja’akow Ichud, lub jadąc na południe dojeżdża się do kibucu Newe Ur. Lokalna droga nr 7188 prowadzi do wioski Menachemja.

## Edukacja i kultura
Kibuc utrzymuje przedszkole, natomiast starsze dzieci dojeżdżają do szkoły w pobliskim kibucu Aszdot Ja’akow Ichud. W kibucu znajduje się dom kultury i biblioteka. W skład zaplecza sportowego wchodzi basen kąpielowy, boisko do piłki nożnej, boisko do koszykówki i kort tenisowy.

## Turystyka
Największą atrakcją turystyczną kibucu jest Muzeum Bitwy i Starego Geszer, które znajduje się w miejscu pierwotnej lokalizacji kibucu nad rzeką Jordan. Muzeum prezentuje historię obrony kibucu w 1948 roku, mapy, dokumenty, zdjęcia, pamiątki i broń z tamtych czasów. Koncentruje się przy tym na cywilnych aspektach życia obrońców, losach ich dzieci, funkcjonowaniu kuchni, punktu opatrunkowego dla rannych, oraz atmosferze panującej wśród mieszkańców. Dodatkowo muzeum przedstawia historię całej okolicy ze szczególnym uwzględnieniem budowy mostów, linii kolejowej, fortu brytyjskiej policji i elektrowni wodnej w Naharajim. Organizowane są tutaj konferencje i wycieczki po okolicy.
Na południe od kibucu znajduje się stanowisko archeologiczne Geszer. Pierwsze prace wykopaliskowe prowadził tutaj w latach 1986–1987 profesor Josef Garfinkel z Uniwersytetu Hebrajskiego w Jerozolimie. W latach 2002–2004 kontynuowała je profesor Susan Cohen z Montana State University. Wykopaliska odkryły ślady osadnictwa z okresu wczesnego neolitu i środkowej epoki brązu. W owym czasie istniała tutaj mała wioska o charakterze rolniczym. Miejsce wykopalisk jest udostępnione turystom . Wśród pobliskich stawów hodowlanych urządzono miejsca rekreacji ze stołami piknikowymi dla całych rodzin. Można tu także obejrzeć dawny most kolejowy linii Doliny. Został on wybudowany w 1904 roku z białego kamienia. Według legendy, pod mostem rozbójnicy ukryli skarby. Jest to popularne miejsce wycieczek z dziećmi.
Dodatkową atrakcją stanowi rezerwat przyrody Nachal Tawor. Na terenie rezerwatu wytyczono piesze szlaki turystyczne. W wadi można napotkać baseny z wodą, wokół których rosną drzewa eukaliptusowe. Aby uniknąć zniszczenia unikalnego krajobrazu wytyczono w rezerwacie tylko kilka dróg, które są dostępne dla samochodów terenowych.

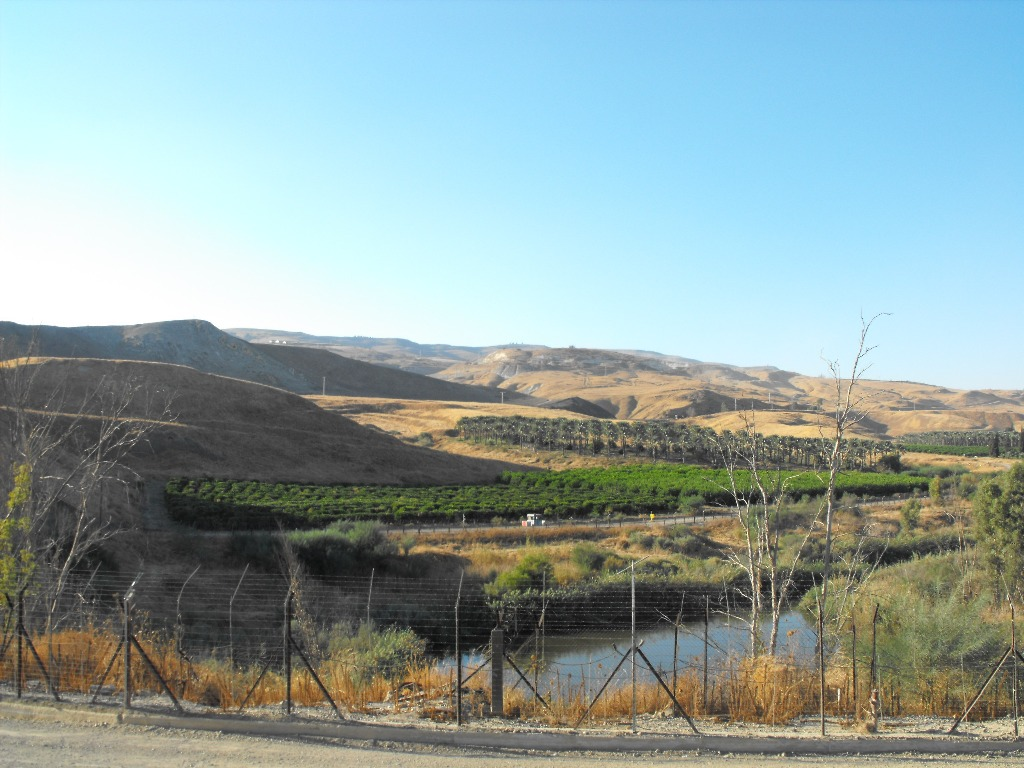
Otoczenie kibucu Geszer